# Ophrys pseudomammosa
Ophrys pseudomammosa är en orkidéart som beskrevs av Jany Renz. Ophrys pseudomammosa ingår i ofryssläktet, och familjen orkidéer. Inga underarter finns listade i Catalogue of Life.